# 格列別尼島
66°31′S 93°1′E / 66.517°S 93.017°E
格列別尼島（Greben' Island），是南極洲的島嶼，處於哈斯韋爾島東端以北，屬於哈斯韋爾群島的一部分，在1956年由蘇聯探險隊拍攝照片和繪入地圖，現時由南極條約體系管理。